# Quaternion
| ↓ × → | 1 | i  | j  | k  |
| --- | - | -- | -- | -- |
| 1 | 1 | i  | j  | k  |
| i | i | −1 | k  | −j |
| j | j | −k | −1 | i  |
| k | k | j  | −i | −1 |
| Cột trái là phần tử đứng trước, hàng đầu là phần tử đứng sau. Bên cạnh đó, {\displaystyle a\mathbf {b} =\mathbf {b} a} và {\displaystyle -\mathbf {b} =(-1)\mathbf {b} } với {\displaystyle a\in \mathbb {R} }, {\displaystyle \mathbf {b} =\mathbf {i} ,\mathbf {j} ,\mathbf {k} }. |   |    |    |    |

Đồ thị Cayley Q8 cho thấy sáu chu trình nhân bởi, và. (Nếu ảnh được mở trong Wikimedia Commons bằng cách nhấn đúp vào nó thì các chu trình có thể được tô đậm bằng cách kéo chuột qua hoặc nhấn vào

Trong toán học, hệ quaternion mở rộng tiếp số phức. Các số quaternion được lần đầu mô tả bởi nhà toán học người Ireland William Rowan Hamilton trong 1843 và áp dụng cho cơ học trong không gian ba chiều. Đại số của quaternion thường được ký hiệu bằng H (cho Hamilton), hoặc trong phông chữ bảng đen in đậm {\displaystyle \mathbb {H} .} Mặc dù phép nhân của quaternion không có tính giao hoán, nó đưa ra định nghĩa của thương của hai vectơ trong không gian ba chiều. Quaternion thường được biểu diễn dưới dạng
{\displaystyle a+b\ \mathbf {i} +c\ \mathbf {j} +d\ \mathbf {k} ,}
trong đó các hệ số a, b, c, d đều là các số thực, và 1, i, j, k được gọi là vectơ cơ sở hay phần tử cơ sở.
Quaternion được sử dụng trong toán học thuần tuý, nhưng cũng có áp dụng thực tiễn trong toán học ứng dụng, đặc biệt là cho tính toán bao gồm quay trong không gian ba chiều, chẳng hạn như trong đồ hoạ máy tính 3D, thị giác máy tính, và phân tích kiến trúc tinh thể. Chúng được dùng bên cạnh các phương pháp quay khác, chẳng hạn như góc Euler và ma trận quay, hoặc thay các phương pháp đó, tuỳ thuộc vào cách ứng dụng.
Trong thuật ngữ hiện đại, các quaternion lập thành đại số chia định chuẩn và hợp thành trên tập số thực, do đó lập thành 1 vành và đồng thời cũng là vành chia và miền. Nó là trường hợp đặc biệt của đại số Clifford, xếp thuộc loại {\displaystyle \operatorname {Cl} _{0,2}(\mathbb {R} )\cong \operatorname {Cl} _{3,0}^{+}(\mathbb {R} ).} Nó là đại số chia không giao hoán đầu tiên được phát hiện.
Theo định lý Frobenius, đại số {\displaystyle \mathbb {H} } là một trong duy nhất hai vành chia hữu hạn số chiều có vành con chân chính đẳng cấu với các số thực; cái còn lại là của số phức. Các vành này đồng thời đều là đại số Euclidean Hurwitz, trong đó quaternion là đại số kết hợp lớn nhất và do đó là vành lớn nhất. Mở rộng tiếp các số quaternion sẽ ra các số octonion không kết hợp, các số này là đại số chia định chuẩn cuối cùng trên các số thực. Mở rộng thêm lần nữa ra các số sedenion, các số này có ước của không nên không thể lập thành đại số chia định chuẩn.
Các quaternion đơn vị có cấu trúc nhóm trên 3-cầu (mặt cầu trong không gian bốn chiều) S3 đẳng cấu với nhóm Spin(3) và SU(2), nhóm phủ phổ quát của SO(3). Các phần tử cơ sở âm và dương cùng nhau lập thành nhóm quaternion 8 phần tử.

Biểu diễn đồ họa của tích các đơn vị quaternion bằng các phép quay 90° trong các mặt phẳng của không gian 4 chiều, span bởi hai trong {1, i, j, k}. Phần tử trái được xem là quay bởi phần tử phải để chạm tới giá trị tích. Bên cạnh đó i ⋅ j = −(j ⋅ i).
- Trong màu xanh:
- 1 ⋅ i = i (mặt 1/i)
- i ⋅ j = k (mặt i/k)
- Trong màu đỏ:
- 1 ⋅ j = j (mặt 1/j)
- j ⋅ i = −k (mặt j/k)

- Trong màu xanh:
  - 1 ⋅ i = i (mặt 1/i)
  - i ⋅ j = k (mặt i/k)
- Trong màu đỏ:
  - 1 ⋅ j = j (mặt 1/j)
  - j ⋅ i = −k (mặt j/k)

## Lịch sử
Here as he walked by

on the 16th of October 1843

Sir William Rowan Hamilton

in a flash of genius discovered

the fundamental formula for

quaternion multiplication

     i2 = j2 = k2 = i j k = −1

& cut it on a stone of this bridge

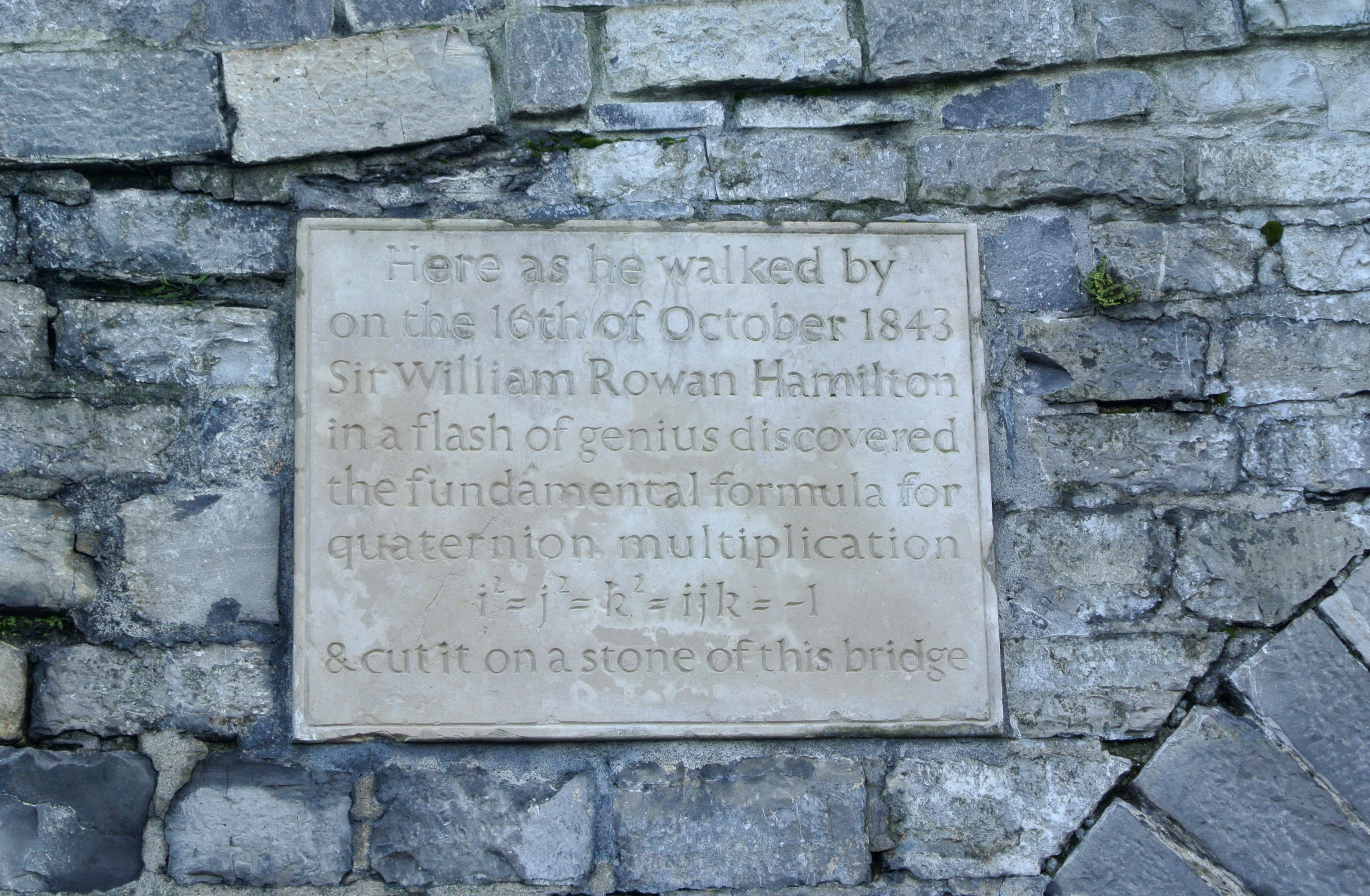
Tấm quaternion trên cầu Brougham (Broom), Dublin, viết:
Here as he walked by
on the 16th of October 1843
Sir William Rowan Hamilton
in a flash of genius discovered
the fundamental formula for
quaternion multiplication
i^{2} = j^{2} = k^{2} = i j k = −1
& cut it on a stone of this bridge
Dịch: Tại đây vào ngày 16 tháng 10 năm 1843, ngài William Rowan Hamilton trong một cơn chớp thiên tài đã phát hiện ra công thức nền tảng cho phép nhân quaternion
i^{2} = j^{2} = k^{2} = i j k = −1
và khắc nó lại trên một hòn đá của cây cầu này

Quaternion được giới thiệu bởi Hamilton vào năm 1843. Những kết quả quan trọng đi trước công trình này bao định thức bốn số chính phương của Euler (1748) và  phương pháp tham số hóa các phép quay chung bằng bốn tham số của Olinde Rodrigues' (1840), nhưng không tác giả nào trong đây đã xét tới các phép quay bốn tham số có thể lập thành thành một đại số. Carl Friedrich Gauss cũng đồng thời phát hiện ra quaternion trong 1819, nhưng công trình của ông phải mãi đến 1900 mới được xuất bản.
Hamilton đã biết rằng các số phức có thể được coi là các điểm trong một mặt phẳng, và ông lúc đó đang tìm cách định nghĩa tương tự cho không gian ba chiều. Các điểm trong không gian có thể được biểu diễn bằng tọa độ của chúng, tức một bộ ba số, và trong nhiều năm ông đã biết các để cách để cộng và trừ chúng. Tuy nhiên, cũng trong nhiều năm đó, ông cũng bị khựng lại trong vấn đề nhân và chia chúng. Ông không thể hình dung hay tưởng tượng ra cách nhân hai điểm trong một không gian (chỉ từ ba số). Quả thật, sau này Ferdinand Georg Frobenius đã chứng minh trong 1877 rằng để đại số chia trên các số thực vừa hữu hạn chiều vừa kết hợp, thì nó không thể ba chiều được, và chỉ có ba đại số chia như thế: {\displaystyle \mathbb {R,C} } (số phức) và {\displaystyle \mathbb {H} } (quaternion) với số chiều 1, 2, và 4 tương ứng.
Phát minh quan trọng với các số quaternion cuối cùng cũng đến vào ngày thứ hai, mùng 16 tháng 10 năm 1843 tại Dublin, khi Hamilton đang trên đường tới học viện Hoàng gia Irish để chủ trì tại một cuộc họp hội đồng. Khi ông đang đi trên đường kéo tàu trên kênh Hoàng gia với vợ, các khái niệm đằng sau quaternion bắt đầu hiện hình trong đầu ông, và khi câu trả lời xuất hiện trong đầu, Hamilton đã không thể ngăn bản thân khỏi khắc lại công thức nhân các quaternion,
{\displaystyle \mathbf {i} ^{2}=\mathbf {j} ^{2}=\mathbf {k} ^{2}=\mathbf {i\,j\,k} =-1}
vào đá của cầu Brougham khi ông dừng trên đó. Mặc dù vết khắc đã phai mờ đi, vẫn có cuộc hành hương diễn ra hằng năm kể từ năm 1989 được gọi là Hamilton Walk cho các nhà khoa học và các nhà toán học đi từ đài quan sát Dunsink cho tới cầu kênh hoàng gia để tưởng nhớ tới phát hiện của Hamilton.
Trong ngày hôm sau, Hamilton viết một bức thư cho bạn và đồng thời là nhà toán học, John T. Graves, mô tả dòng tư tưởng dẫn tới phát hiện này. Bức thư này sau được xuất bản trong bức thư gửi đến báo khoa học và tạp chí triết học London, Edinburgh, và Dublin; Hamilton đã nói rằng:
And here there dawned on me the notion that we must admit, in some sense, a fourth dimension of space for the purpose of calculating with triples ... An electric circuit seemed to close, and a spark flashed forth.

Tạm dịch: Và ngay khi đó, tôi nhận ra rằng chúng ta phải chấp nhận rằng, theo một cách nào đó, ta cần chiều thứ tư trong không gian để có thể tính toán với bộ ba số ... Một mạch điện đã đóng và từ đó một tia lửa đã được tóe ra.
Hamilton gọi bộ bốn số này cùng với quy tắc nhân là quaternion, và ông dành hầu như toàn bộ phần còn lại của cuộc đời để nghiên cứu và dạy chúng. Phương pháp xử lý của Hamilton nghiêng về hình học nhiều hơn hướng tiếp cận hiện đại sử dụng các tính chất đại số. Ông thành lập trường của các "quaternionist", và ông cũng đã gắng sức dạy và truyền bá quaternion trong nhiều sách. Cuốn cuối cùng và dài nhất của ông, Elements of Quaternions, dài 800 trang; nó được con trai ông biên tập và được xuất bản không lâu sau khi ông mất đi.
Sau khi Hamilton mất đi, nhà toán học vật lý người Scotland Peter Tait trở thành người đứng đầu. Tại thời điểm đó, quaternion trở thành chủ đề bắt buộc trong các bài thi ở Dublin. Các chủ đề trong vật lý và hình học mà ngày nay thường được diễn giải bằng vectơ (chẳng hạn như chuyển động học trong không gian hay phương trình Maxwell thì lúc đó được mô tả toàn bộ bằng các quaternion. Thậm chí còn có một hiệp hội các chuyên gia nghiên cứu, Hiệp hội Quaternion tập trung nghiên cứu các số quaternion và các hệ số siêu phức khác.
Kể từ giữa khoảng 1880s, quaternion bắt đầu được thay dần bằng giải tích vectơ, nhánh này được phát triển bởi Josiah Willard Gibbs, Oliver Heaviside, và Hermann von Helmholtz. Giải tích vectơ mô tả cùng một hiện tượng với các quaternion, do đó nó lấy một số ý tưởng và thuật ngữ từ các bài viết của quaternion sang. Tuy nhiên, giải tích vectơ đơn giản hơn khi nói về khái niệm hay ký hiệu và do đó, quaternion chỉ còn đóng vai trò nhỏ trong toán học và vật lý. Một hiệu ứng phụ trong sự chuyển đổi này là công trình của Hamilton trở nên khó hiểu cho nhiều người đọc đương đại. Định nghĩa ban đầu của Hamilton không quen thuộc với hiện tại và cách viết của ông dài và rất khó có thể theo.
May mắn thay, quaternion được hồi sinh lại kể từ cuối thế kỉ 20, chủ yếu do ứng dụng của nó trong mô tả quay không gian. Biểu diễn của phép quay bằng quaternion gọn hơn và dễ tính hơn biểu diễn của ma trận. Bên cạnh đó, không như góc Euler, nó không bị dính "khóa gimbal". Bởi lý do này, quaternion được sử dụng trong đồ họa máy tính, thị giác máy tính, robotics, lý thuyết điều khiển, xử lý tín hiệu, điều khiển phương hướng, vật lý, tin sinh học, động lực phân tử, mô phỏng máy tính, và cơ học quỹ đạo. Thí dụ chẳng hạn, thường thì các hệ thống điều khiển phương hướng của các phi thuyền sẽ sử dụng quaternion.  Quaternion có ứng dụng khác với lý thuyết số bởi quan hệ của chúng với dạng toàn phương.

### Quaternion trong vật lý
Bài viết năm 1984 của P.R. Girard The quaternion group and modern physics (dịch: nhóm quaternion và vật lý hiện đại) thảo luận về một số vai trò của quaternion trong vật lý. Bài viết cho thấy một số nhóm hiệp phương sai trong vật lý, chẳng hạn như SO(3), nhóm Lorentz, lý thuyết tổng quát của nhóm tương đối, đại số Clifford SU(2) và nhóm bảo giác, đều có thể liên hệ dễ dàng với nhóm quaternion trong đại số trừu tượng.  Trong 1999, Girard cho thấy rằng cách các phương trình Einstein trong thuyết tương đối rộng có thể viết lại trong khuôn khổ của một đại số Clifford liên kết trực tiếp với các quaternion.
Phát hiện trong 1924 rằng trong cơ học lượng tử, spin của một electron và các hạt khác (được gọi là spinor) có thể mô tả bằng quaternion (dưới dạng ma trận spin Pauli nổi tiếng) làm tăng độ nổi bật của quaternion; quaternion giúp hiểu cách các phép quay các electron trong 360° có thể phân biệt với những cái trong 720° ("mẹo Plate"). Tính đến  năm 2018, ứng dụng của nó vẫn chưa vượt qua nhóm quay.

## Định nghĩa
Quaternion là các con số được biểu diễn dưới dạng
{\displaystyle a+b\,\mathbf {i} +c\,\mathbf {j} +d\,\mathbf {k} \ ,}
trong đó a, b, c, d, là các số thực, và i, j, k, ký hiệu cho các vectơ đơn vị trên ba trục không gian. Trong thực tiễn, nếu như một trong a, b, c, d bằng 0 thì ta bỏ phần tử tương ứng với nó; nếu a, b, c, d đều bằng không, thì quaternion được gọi là quaternion không, hay là 0; nếu một trong b, c, d bằng với 1, thì có thể bỏ số 1 đó đi trong biểu diễn.
Hamilton mô tả quaternion {\displaystyle q=a+b\,\mathbf {i} +c\,\mathbf {j} +d\,\mathbf {k} } bao gồm hai phần đó là phần vô hướng và phần vectơ. Quaternion {\displaystyle b\,\mathbf {i} +c\,\mathbf {j} +d\,\mathbf {k} } được gọi là phần vectơ (đôi khi gọi là phần ảo) của q, và a là phần vô hướng (đổi khi phần thực) của q. Quaternion mà bằng với phần thực của nó (nghĩa là phần vectơ của nó là vectơ không) được gọi là quaternion vô hướng hoặc quaternion thực, và được xác định bằng số thực tương ứng. Tức là, các số thực được nhúng trong các quaternion. (Nói rõ hơn, nghĩa là trường các số thực đẳng cấu với một tập con của tập các quaternion. Trường các số phức đẳng cấu với ba tập con của tập các quaternion.) Quaternion mà bằng với phần vectơ thì được gọi là quaternion vectơ .
Tập các quaternion lập thành không gian vectơ 4 chiều trên các số thực, với {\displaystyle \left\{1,\mathbf {i} ,\mathbf {j} ,\mathbf {k} \right\}} làm cơ sở, theo phép cộng từng phần
{\displaystyle {\begin{aligned}&(a_{1}+b_{1}\,\mathbf {i} +c_{1}\,\mathbf {j} +d_{1}\,\mathbf {k} )+(a_{2}+b_{2}\,\mathbf {i} +c_{2}\,\mathbf {j} +d_{2}\,\mathbf {k} )\\[3mu]&\qquad =(a_{1}+a_{2})+(b_{1}+b_{2})\,\mathbf {i} +(c_{1}+c_{2})\,\mathbf {j} +(d_{1}+d_{2})\,\mathbf {k} ,\end{aligned}}}
và phép nhân vô hướng
{\displaystyle \lambda (a+b\,\mathbf {i} +c\,\mathbf {j} +d\,\mathbf {k} )=\lambda a+(\lambda b)\,\mathbf {i} +(\lambda c)\,\mathbf {j} +(\lambda d)\,\mathbf {k} .}
Phép nhân, hay còn gọi là tích Hamilton, có thể định nghĩa trên các quaternion như sau:
- Quaternion thực 1 là phần tử trung hòa (phần tử đơn vị).
- Các quaternion thực thì sẽ giao hoán với các quaternion khác, tức là aq = qa cho mọi quaternion q và cho mọi quaternion thực a. Trong đại số trừu tượng, cái này tương ứng với việc nói rằng trường các quaternion thực là tâm của đại số quaternion.
- Phép nhân đầu tiên định nghĩa trước cho các phần tử cơ sở (xem mục dưới), rồi mở rộng cho tất cả quaternion bằng cách dùng tính chất phân phối và tính chất tâm của các quaternion thực. Tích Hamilton không giao hoán nhưng có tính kết hợp, và do vậy các quaternion lập thành đại số kết hợp trên các số thực.
- Bên cạnh đó, mỗi quaternion khác không đều có nghịch đảo tương ứng với tích Hamilton: {\displaystyle (a+b\,\mathbf {i} +c\,\mathbf {j} +d\,\mathbf {k} )^{-1}={\frac {1}{a^{2}+b^{2}+c^{2}+d^{2}}}\,(a-b\,\mathbf {i} -c\,\mathbf {j} -d\,\mathbf {k} ).}

Do đó các số quaternion cũng lập thành đại số chia.

### Nhân các phần tử cơ sở
| × | 1 | i  | j  | k  |
| - | - | -- | -- | -- |
| 1 | 1 | i  | j  | k  |
| i | i | −1 | k  | −j |
| j | j | −k | −1 | i  |
| k | k | j  | −i | −1 |

Phép nhân của 1 với các phần tử còn lại i, j, và k được định nghĩa dựa trên nội dung 1 là phần tử trung hòa, nghĩa là
{\displaystyle \mathbf {i} \,1=1\,\mathbf {i} =\mathbf {i} ,\qquad \mathbf {j} \,1=1\,\mathbf {j} =\mathbf {j} ,\qquad \mathbf {k} \,1=1\,\mathbf {k} =\mathbf {k} \,.}
Tích của các phần tử cơ sở khác là
{\displaystyle {\begin{aligned}\mathbf {i} ^{2}&=\mathbf {j} ^{2}=\mathbf {k} ^{2}=-1,\\[5mu]\mathbf {i\,j} &=-\mathbf {j\,i} =\mathbf {k} ,\qquad \mathbf {j\,k} =-\mathbf {k\,j} =\mathbf {i} ,\qquad \mathbf {k\,i} =-\mathbf {i\,k} =\mathbf {j} .\end{aligned}}}
Kết hợp các luật này lại,
{\displaystyle {\begin{aligned}\mathbf {i\,j\,k} &=-1.\end{aligned}}}

### Tâm
Tâm của vành không giao hoán là vành con của các phần tử c thỏa mãn cx = xc với mọi x. Tâm của đại số quaternion là trường con của các quaternion thực. Thậm chí, nó còn là một phần của định nghĩa rằng các quaternion thuộc về tâm. Ngược lại, nếu q = a + b i + c j + d k thuộc về tâm, thì
{\displaystyle 0=\mathbf {i} \,q-q\,\mathbf {i} =2c\,\mathbf {ij} +2d\,\mathbf {ik} =2c\,\mathbf {k} -2d\,\mathbf {j} \,,}
và c = d = 0. Tính toán tương tự với j thay cho i cho thấy b = 0. Do đó q = a là quaternion thực.
Các quaternion lập thành đại số chia. Điều này có nghĩa là chỉ có duy nhất tính không giao hoán của quaternion khiến cho chúng không thể lập thành một trường. Tính không giao hoán này có một số hệ quả, trong đó bao gồm phương trình đa thức trên các quaternion có thể có nhiều nghiệm phân biệt hơn số bậc trong đa thức. Ví dụ, phương trình z2 + 1 = 0, có vô số nghiệm quaternion, là các quaternion z = b i + c j + d k thỏa mãn b2 + c2 + d2 = 1. Do đó "căn bậc hai của –1" lập thành mặt cầu đơn vị trong không gian ba chiều của các quaternion vectơ.

### Tích Hamilton
Cho hai phần tử a1 + b1i + c1j + d1k and a2 + b2i + c2j + d2k, tích của chúng, được gọi là tích Hamilton (a1 + b1i + c1j + d1k) (a2 + b2i + c2j + d2k), được xác định bởi tích các phần tử cơ sở và luật phân phối. Nhờ có luật phân phối mà ta có thể khai triển tích thành tổng của tích các phần tử cơ sở. Ta được kết quả sau:
{\displaystyle {\begin{alignedat}{4}&a_{1}a_{2}&&+a_{1}b_{2}\mathbf {i} &&+a_{1}c_{2}\mathbf {j} &&+a_{1}d_{2}\mathbf {k} \\{}+{}&b_{1}a_{2}\mathbf {i} &&+b_{1}b_{2}\mathbf {i} ^{2}&&+b_{1}c_{2}\mathbf {ij} &&+b_{1}d_{2}\mathbf {ik} \\{}+{}&c_{1}a_{2}\mathbf {j} &&+c_{1}b_{2}\mathbf {ji} &&+c_{1}c_{2}\mathbf {j} ^{2}&&+c_{1}d_{2}\mathbf {jk} \\{}+{}&d_{1}a_{2}\mathbf {k} &&+d_{1}b_{2}\mathbf {ki} &&+d_{1}c_{2}\mathbf {kj} &&+d_{1}d_{2}\mathbf {k} ^{2}\end{alignedat}}}
Sau đó, các phần tử cơ sở có thể nhân với nhau theo luật trên để thu được:
{\displaystyle {\begin{alignedat}{4}&a_{1}a_{2}&&-b_{1}b_{2}&&-c_{1}c_{2}&&-d_{1}d_{2}\\{}+{}(&a_{1}b_{2}&&+b_{1}a_{2}&&+c_{1}d_{2}&&-d_{1}c_{2})\mathbf {i} \\{}+{}(&a_{1}c_{2}&&-b_{1}d_{2}&&+c_{1}a_{2}&&+d_{1}b_{2})\mathbf {j} \\{}+{}(&a_{1}d_{2}&&+b_{1}c_{2}&&-c_{1}b_{2}&&+d_{1}a_{2})\mathbf {k} \end{alignedat}}}
Tích của hai quaternion quay sẽ tương ứng với phép quay a2 + b2i + c2j + d2k theo sau bởi phép quay với  a1 + b1i + c1j + d1k.

### Phần vô hướng và phần thực
Quaternion dưới dạng a + 0 i + 0 j + 0 k, trong đó phần tử a là số thực và được gọi là phần tử vô hướng,còn quaternion dạng 0 + b i + c j + d k, trong đó b, c, và d là số thực và có ít nhất một trong b, c, hoặc d khác không, thì được gọi là quaternion vector.  Nếu a + b i + c j + d k là quaternion tuỳ ý, thì a được gọi là phần vô hướng và b i + c j + d k được gọi là phần vector của nó. Mặc dù mọi quaternion có thể xem là vector trong không gian vectơ bốn chiều, người ta thường hay xem phần vector là vectơ trong không gian ba chiều hơn. Với cách quy ước này, phần vector tương tự với phần tử của không gian vectơ ba chiều {\displaystyle \mathbb {R} ^{3}.}
Hamilton còn gọi quaternion vectơ là các quaternion phải và gọi các số thực (được coi là các quaternion có phần vectơ là vectơ không) là quaternion vô hướng.
Nếu một quaternion được chia thành phần vô hướng và phần vectơ:
{\displaystyle \mathbf {q} =(r,\ {\vec {v}}),~~\mathbf {q} \in \mathbb {H} ,~~r\in \mathbb {R} ,~~{\vec {v}}\in \mathbb {R} ^{3},}
thì công thức cho phép cộng, phép nhân và nghịch đảo của phép nhân sẽ là
{\displaystyle {\begin{aligned}(r_{1},\ {\vec {v}}_{1})+(r_{2},\ {\vec {v}}_{2})&=(r_{1}+r_{2},\ {\vec {v}}_{1}+{\vec {v}}_{2})\,,\\[5mu](r_{1},\ {\vec {v}}_{1})(r_{2},\ {\vec {v}}_{2})&=(r_{1}r_{2}-{\vec {v}}_{1}\cdot {\vec {v}}_{2},\ r_{1}{\vec {v}}_{2}+r_{2}{\vec {v}}_{1}+{\vec {v}}_{1}\times {\vec {v}}_{2})\,,\\[5mu](r,{\vec {v}})^{-1}&=\left({\frac {r}{r^{2}+{\vec {v}}\cdot {\vec {v}}}},{\frac {-{\vec {v}}}{r^{2}+{\vec {v}}\cdot {\vec {v}}}}\right)\,,\end{aligned}}}
trong đó "{\displaystyle \cdot }" và "{\displaystyle \times }" ký hiệu tương ứng tích vô hướng và tích có hướng.

## Liên hợp, chuẩn và nghịch đảo phép nhân
Liên hợp của quaternion giống với liên hợp của số phức và giống với chuyển vị (hay còn gọi là đảo chiều ) của các phần tử của đại số Clifford. Để định nghĩa, gọi {\displaystyle q=a+b\,\mathbf {i} +c\,\mathbf {j} +d\,\mathbf {k} } là quaternion. liên hợp của q là quaternion {\displaystyle q^{*}=a-b\,\mathbf {i} -c\,\mathbf {j} -d\,\mathbf {k} }. Nó được ký hiệu bằng q∗, qt, {\displaystyle {\tilde {q}}}, hay q. Phép liên hợp là phép đối hợp, nghĩa là nó là nghịch đảo của chính nó, do đó liên hợp lại một quaternion đã được liên hợp sẽ ra quaternion gốc. Liên hợp của tích hai quaternion là tích của hai liên hợp theo thứ tự ngược lại. Tức là nếu p và q là quaternion, thì (pq)∗ = q∗p∗, chứ không phải p∗q∗.
Liên hợp của quaternion trái ngược bên ngoài với các số phức ở chỗ các liên hợp của chúng đều có thể biểu diễn bằng phép nhân và cộng của quaternion:
{\displaystyle q^{*}=-{\frac {1}{2}}(q+\,\mathbf {i} \,q\,\mathbf {i} +\,\mathbf {j} \,q\,\mathbf {j} +\,\mathbf {k} \,q\,\mathbf {k} ).}
Phép liên hợp có thể dùng để lấy phần vô hướng và phần vectơ của quaternion. Phần vô hướng của p là 1/2(p + p∗), còn phần vectơ của p là 1/2(p − p∗).
Căn bậc hai của tích của một quaternion với liên hợp của chính nó được gọi là chuẩn và được ký hiệu là {{math|{{|q}}}} (Hamilton gọi giá trị này là tensor của q, song điều này dẫn tới mâu thuẫn với định nghĩa đương đại của "tensor"). Trong các công thức, nó được biểu diễn như sau:
{\displaystyle \lVert q\rVert ={\sqrt {\,qq^{*}~}}={\sqrt {\,q^{*}q~}}={\sqrt {\,a^{2}+b^{2}+c^{2}+d^{2}~}}}
Kết quả luôn là số thực không âm, và nó tương tự với chuẩn Euclid khi {\displaystyle \mathbb {H} } được xét là không gian vectơ{\displaystyle \mathbb {R} ^{4}}. Nhân quaternion bằng một số thực thì cũng sẽ nhân lên giá trị tuyệt đối của số thực đó vào chuẩn. Nghĩa là, nếu α thực, thì
{\displaystyle \lVert \alpha q\rVert =\left|\alpha \right|\,\lVert q\rVert ~.}
Đây là trường hợp đặc biệt của nội dung chuẩn có tính nhân tính, tức là
{\displaystyle \lVert pq\rVert =\lVert p\rVert \,\lVert q\rVert }
với mọi quaternion p và q. Tính nhân tính là hệ quả của công thức liên hợp của tích. Hoặc ta có thể chứng minh từ định thức.
{\displaystyle \det {\begin{pmatrix}a+ib&id+c\\id-c&a-ib\end{pmatrix}}=a^{2}+b^{2}+c^{2}+d^{2},}
(trong đó i là đơn vị ảo quen thuộc) và từ tính nhân tính của định thức của các ma trận vuông.
Chuẩn này cho phép ta định nghĩa khoảng cách d(p, q) giữa p và q là chuẩn của hiệu giữa chúng:
{\displaystyle d(p,q)=\lVert p-q\rVert ~.}
Từ đây, {\displaystyle \mathbb {H} } là không gian mêtric.
Phép cộng và phép nhân liên tục tương ứng với tô pô mêtric.
Cái này có thể lập luận từ cùng một bài chứng minh cho số thực {\displaystyle \mathbb {R} } từ nội dung {\displaystyle \mathbb {H} } là đại số định chuẩn.

### Quaternion đơn vị
Quaternion đơn vị là quaternion có chuẩn 1. Chia quaternion q khác không cho chuẩn không của nó sẽ ra quaternion đơn vị Uq được gọi là versor của q:
{\displaystyle \mathbf {U} q={\frac {q}{\lVert q\rVert }}.}
Mỗi quaternion khác không đều có dạng phân tích cực duy nhất {\displaystyle q=\lVert q\rVert \cdot \mathbf {U} q}, trong khi quaternion không có thể lập thành từ bất kỳ quaternion đơn vị.
Sử dụng liên hợp và chuẩn giúp định nghĩa nghịch đảo của quaternion đơn vị. Tích của quaternion với nghịch đảo của nó phải bằng 1, và từ các nội dung trên sẽ suy ra rằng tích của {\displaystyle q} và {\displaystyle q^{*}/\left\Vert q\right\|^{2}} bằng 1 (theo cả hai hướng nhân). Do đó nghịch đảo của q được định nghĩa là
{\displaystyle q^{-1}={\frac {q^{*}}{\lVert q\rVert ^{2}}}.}
Bởi phép nhân không giao hoán, các giá trị p q−1 hoặc q−1p  khác nhau (trừ khi p và q là bội của nhau hoặc một trong số chúng vô hướng): ký hiệu p/q không xác định và do đó không nên dùng.

## Tính chất đại số

Đồ thị Cayley của Q_{8}. Mũi tên màu đỏ biểu diễn phép nhân bên phải với i, còn mũi tên màu xanh biểu diễn phép nhân bên phải với j.

Tập hợp {\displaystyle \mathbb {H} } của tất cả quaternion là không gian vectơ trên số thực với số chiều 4. Phép nhân các quaternion có tính kết hợp và phân phối trên phép cộng vectơ. Trừ khi là nhân với phần tử trong tập các phần tử vô hướng, phép nhân không có tính giao hoán . Do đó, tập các quaternion {\displaystyle \mathbb {H} } là đại số kết hợp và không giao hoán trên số thực. Mặc dù {\displaystyle \mathbb {H} } có chứa bản sao của số phức, nó không phải đại số kết hợp trên số phức.
Bởi có thể chia quaternion, chúng lập thành đại số chia. Cấu trúc tương tự với trường ngoại trừ tính không giao hoán của phép nhân. Đại số chia, kết hợp mà hữu hạn chiều trên số thực cực kỳ hiếm. Định lý Frobenius phát biểu chỉ có ba đại số như thế: {\displaystyle \mathbb {R} }, {\displaystyle \mathbb {C} }, và {\displaystyle \mathbb {H} }. Định nghĩa chuẩn khiến cho tập các quaternion lập đại số định chuẩn. Đại số định chuẩn trên số thực cũng rất hiếm, định lý Hurwitz nói rằng chỉ có đúng bốn: {\displaystyle \mathbb {R} }, {\displaystyle \mathbb {C} }, {\displaystyle \mathbb {H} }, và {\displaystyle \mathbb {O} } (octonion). Các quaternion còn là ví dụ của đại số hợp thành và của đại số Banach unita.

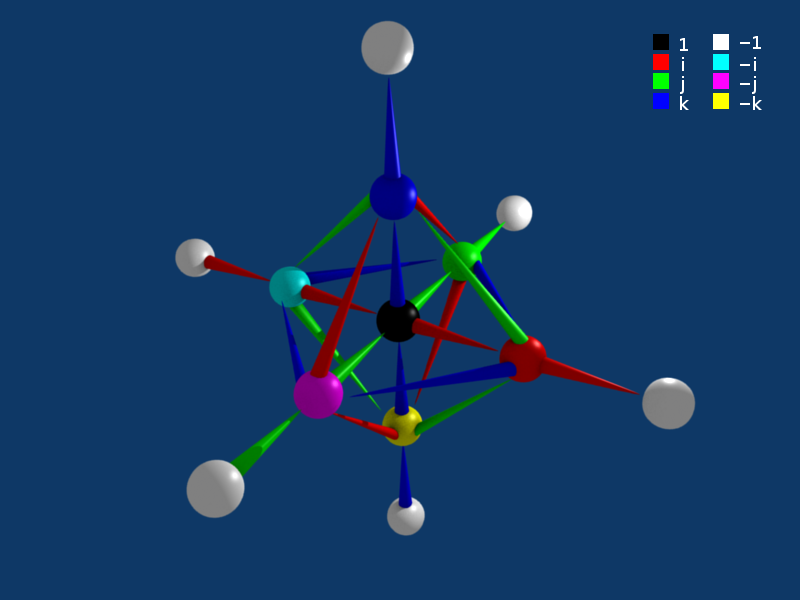
Đồ thị ba chiều của Q_{8}. Mũi tên màu đỏ, xanh lá và xanh dương biểu diễn nhân tương ứng với i, j, và k. Để dễ nhìn, trong hình đã bỏ đi nhân với số âm.

Bởi tích của hai vectơ cơ sở hoặc ra giá trị âm hoặc ra giá trị dương của vectơ cơ sở còn lại, tập {±1, ±i, ±j, ±k} lập thành một nhóm dưới phép nhân. Nhóm không giao hoán này được gọi là nhóm quaternion và ký hiệu là Q8. Vành nhóm thực của Q8 là vành {\displaystyle \mathbb {R} [\mathrm {Q} _{8}]} và cũng đồng thời là không gian vectơ 8 chiều trên {\displaystyle \mathbb {R} .} Nó có một vectơ cơ sở cho mỗi phần tử của {\displaystyle \mathrm {Q} _{8}.} Các quaternion đẳng cấu với vành thương của {\displaystyle \mathbb {R} [\mathrm {Q} _{8}]} chia bởi ideal sinh bởi các phần tử 1 + (−1), i + (−i), j + (−j), và k + (−k). Ở đây phần tử đầu tiên trong mỗi hiệu là một trong các phần tử cơ sở 1, i, j, và k, còn phần tử cơ sở thứ hai là một trong −1, −i, −j, và −k, chứ không phải nghịch đảo phép cộng của 1, i, j, và k.

## Quaternion và hình học ba chiều
Phần vectơ của quaternion có thể xem là vectơ toạ độ trong {\displaystyle \mathbb {R} ^{3};} do đó các phép toán đại số với quaternion phản ánh hình học của {\displaystyle \mathbb {R} ^{3}.} Các phép toán như phép nhân vô hướng và phép nhân có hướng có thể định nghĩa bằng quaternion, và do đó ta có thể áp dung chúng bất cứ khi nào xuất hiện vectơ không gian. Một ứng dụng hữu ích của quaternion đó là nội suy giữa các hướng của khung chính trong đồ hoạ máy tính.
Trong phần còn lại của mục này, i, j, và k sẽ đồng thời ký hiệu ba vectơ cơ sở ảo của {\displaystyle \mathbb {H} } và là cơ sở của {\displaystyle \mathbb {R} ^{3}.} Thay i bằng −i, j bằng −j, và k bằng −k sẽ đổi vectơ thành nghịch đảo phép cộng của nó, do đó nghịch đảo phép cộng của vectơ tương ứng với liên hợp của quaternion. Vì vậy, đôi khi liên hợp được gọi là nghịch đảo không gian.
Cho hai quaternion p = b1i + c1j + d1k  và q = b2i + c2j + d2k , tích vô hướng của chúng tương ứng với vectơ trong {\displaystyle \mathbb {R} ^{3},} là
{\displaystyle p\cdot q=b_{1}b_{2}+c_{1}c_{2}+d_{1}d_{2}~.}
Nó cũng có thể biểu diễn như sau mà không phải phân tích ra
{\displaystyle p\cdot q=\textstyle {\frac {1}{2}}(p^{*}q+q^{*}p)=\textstyle {\frac {1}{2}}(pq^{*}+qp^{*}).}
Giá trị này bằng với phần vô hướng của pq∗, qp∗, p∗q, và q∗p. Lưu ý phần vectơ của chúng khác nhau.
Tích có hướng của p và q tương ứng với hướng xác định bởi i, j, và k là
{\displaystyle p\times q=(c_{1}d_{2}-d_{1}c_{2})\mathbf {i} +(d_{1}b_{2}-b_{1}d_{2})\mathbf {j} +(b_{1}c_{2}-c_{1}b_{2})\mathbf {k} \,.}
(Lưu ý hướng được dùng để xác định dấu.) Giá trị này bằng với phần vectơ của pq, và cũng bằng phần vectơ của −q∗p∗. Nó có công thức sau
{\displaystyle p\times q=\textstyle {\tfrac {1}{2}}(pq-qp).}
Đối với giao hoán tử, [p, q] = pq − qp, ta cũng có thể suy ra rằng
{\displaystyle [p,q]=2p\times q.}
Tổng quát, gọi p và q là quaternion và viết
{\displaystyle {\begin{aligned}p&=p_{\text{s}}+p_{\text{v}},\\[5mu]q&=q_{\text{s}}+q_{\text{v}},\end{aligned}}}
trong đó ps và qs là phần vô hướng, còn pv là qv là phần vectơ của p và q, thì ta có công thức
{\displaystyle pq=(pq)_{\text{s}}+(pq)_{\text{v}}=(p_{\text{s}}q_{\text{s}}-p_{\text{v}}\cdot q_{\text{v}})+(p_{\text{s}}q_{\text{v}}+q_{\text{s}}p_{\text{v}}+p_{\text{v}}\times q_{\text{v}}).}
Công thức cho thấy tính không giao hoán của phép nhân quaternion đến từ phép nhân phần vectơ của chúng. Nó cũng cho thấy hai quaternion giao hoán với nhau khi phần vectơ của chúng đối tuyến tính. Hamilton chứng minh rằng tích này tính ra toạ độ thứ ba của hình tam giác cầu từ hai đỉnh cho trước và độ dài góc tương ứng của chúng, và cũng đồng thời là đại số điểm trong hình học elliptic.
Quaternion đơn vị đồng nhất với phép quay trong {\displaystyle \mathbb {R} ^{3}} và được gọi là versor bởi Hamilton. Để hiểu rõ hơn, xem quaternion và phép quay không gian về mô hình hoá quay ba chiều sử dụng quaternion.
Xem Hanson (2005) cách hiển thị quaternion.

## Biểu diễn ma trận
Tương tự như số phức, quaternion có thể biểu diễn bằng ma trận. Có ít nhất hai cách biểu diễn các quaternion sao cho phép cộng và phép nhân của quaternion tương ứng với phép cộng và phép nhân của ma trận. Một trong số đó là dùng ma trận phức 2 × 2, và một cách khác là dùng ma trận thực 4 × 4.Trong mỗi cách, biểu diễn thu được là một trong họ các biểu diễn tuyến tính tương tự. Sử dụng đại số trừu tượng, đây là các đơn cấu từ {\displaystyle \mathbb {H} } tới vành ma trận M(2,C) và M(4,R), tương ứng.
Quaternion a + bi + cj + dk có thể biểu diễn thành ma trận phức 2 × 2 như sau
{\displaystyle \left[{\begin{array}{rr}a+bi&c+di\\-c+di&a-bi\end{array}}\right].}
Cách biểu diễn này có các tính chất sau:
- Buộc hai trong b, c và d bằng 0 sẽ ra số phức.Ví dụ, đặt c = d = 0 sẽ ra biểu diễn ma trận chéo phức của số phức, còn nếu dùng b = d = 0 thì sẽ ra biểu diễn ma trận thực.
- Chuẩn của quaternion (căn bậc hai của tích với liên hợp, giống với số phức) là căn bậc hai của định thức của ma trận tương ứng.[32]
- Liên hợp của quaternion tương ứng với chuyển hợp của ma trận.
- Khi giới hạn, biểu diễn này ra đẳng cấu giữa nhóm các quaternion đơn vị với ảnh của chúng SU(2). Trong tô pô, tập các quaternion đơn vị lập 3-cầu, do đó không gian nền của SU(2) cũng là 3-cầu. Nhóm SU(2) quan trọng cho mô tả spin trong vật lý lượng tử; xem ma trận Pauli.
- Có mối quan hệ mạnh mẽ giữa các quaternion đơn vị với các ma trận Pauli. Ta thu về tám ma trận quaternion đơn vị bằng cách xét a, b, c và d, đặt một trong số chúng bằng 0 và cái còn lại lấy 1 hoặc −1. Nhân bất kỳ hai trong ba ma trận Pauli sẽ luôn ra ma trận quaternion đơn vị, tất cả ngoại trừ -1. Ta thu −1 qua i2 = j2 = k2 = i j k = −1; tức đẳng thức cuối là{\displaystyle ijk=\sigma _{1}\sigma _{2}\sigma _{3}\sigma _{1}\sigma _{2}\sigma _{3}=-1.}

Sử dung các ma trận thực 4 × 4, cũng cùng quaternion đó có thể viết như sau
{\displaystyle {\begin{aligned}\left[{\begin{array}{rrrr}a&-b&-c&-d\\b&a&-d&c\\c&d&a&-b\\d&-c&b&a\end{array}}\right]&=a\left[{\begin{array}{rrrr}1&0&0&0\\0&1&0&0\\0&0&1&0\\0&0&0&1\end{array}}\right]+b\left[{\begin{array}{rrrr}0&-1&0&0\\1&0&0&0\\0&0&0&-1\\0&0&1&0\end{array}}\right]\\[10mu]&\qquad +c\left[{\begin{array}{rrrr}0&0&-1&0\\0&0&0&1\\1&0&0&0\\0&-1&0&0\end{array}}\right]+d\left[{\begin{array}{rrrr}0&0&0&-1\\0&0&-1&0\\0&1&0&0\\1&0&0&0\end{array}}\right].\end{aligned}}}
Tuy nhiên, biểu diễn của quaternion trong M(4,R) không độc nhất. Chẳng hạn, vẫn cùng quaternion trên, nó có thể biểu diễn thành
{\displaystyle {\begin{aligned}\left[{\begin{array}{rrrr}a&d&-b&-c\\-d&a&c&-b\\b&-c&a&-d\\c&b&d&a\end{array}}\right]&=a\left[{\begin{array}{rrrr}1&0&0&0\\0&1&0&0\\0&0&1&0\\0&0&0&1\end{array}}\right]+b\left[{\begin{array}{rrrr}0&0&-1&0\\0&0&0&-1\\1&0&0&0\\0&1&0&0\end{array}}\right]\\[10mu]&\qquad +c\left[{\begin{array}{rrrr}0&0&0&-1\\0&0&1&0\\0&-1&0&0\\1&0&0&0\end{array}}\right]+d\left[{\begin{array}{rrrr}0&1&0&0\\-1&0&0&0\\0&0&0&-1\\0&0&1&0\end{array}}\right].\end{aligned}}}
Có 48 cách biểu diễn ma trận riêng biệt dưới dạng này trong đó một trong số các ma trận biểu diễn phần vô hướng còn ba ma trận còn lại đều phản đối xứng. Cụ thể hơn, có 48 tập các bộ bốn ma trận với ràng buộc đối xứng sao cho hàm gửi 1, i, j, và k đến các ma trận trong bộ bốn là đồng cấu, tức là nó gửi tổng và tích của quaternion tới tổng và tích của ma trận. 
Trong cách biểu diễn này, liên hợp của quaternion tương ứng với chuyển vị của ma trận. Luỹ thừa bậc bốn của chuẩn của quaternion là định thức của ma trận tương ứng . Giống với biểu diễn phức 2 × 2 ở trên, có thể viết biểu diễn các số phức bằng cách ràng buộc hợp lý các giá trị; ví dụ, biểu diễn thành ma trận khối chéo với hai khối 2 × 2 bằng cách đặt c = d = 0.
Mỗi biểu diễn ma trận 4×4 của quaternion tương ứng với một bảng nhân của các quaternion đơn vị. Ví dụ chẳng hạn, biểu diễn thứ hai ở trên tương ứng với bảng nhân
| ×  | a  | d  | −b | −c |
| -- | -- | -- | -- | -- |
| a  | a  | d  | −b | −c |
| −d | −d | a  | c  | −b |
| b  | b  | −c | a  | −d |
| c  | c  | b  | d  | a  |

đẳng cấu — qua {\displaystyle \{a\mapsto 1,b\mapsto i,c\mapsto j,d\mapsto k\}} — với
| ×  | 1  | k  | −i | −j |
| -- | -- | -- | -- | -- |
| 1  | 1  | k  | −i | −j |
| −k | −k | 1  | j  | −i |
| i  | i  | −j | 1  | −k |
| j  | j  | i  | k  | 1  |

Buộc bất kỳ bảng nhân phải để phần tử trung hoà ở hàng đầu và cột đầu và dấu của các đầu hàng phải trái với dấu của đầu cột, thì có 3 lựa chọn khả thi cho cột thứ hai (không quan tâm dấu), 2 lựa chọn khả thi cho cột thứ ba (không quan tâm dấu) và 1 lựa chọn khả thi  (không quan tâm dấu) cho cột thứ tư; ta được sáu lựa chọn khả thi. Sau đó khi quan tâm dấu, mỗi cột có thể âm hoặc dương, có ba cột và vì vậy có 23=8 lựa chọn cho dấu mỗi cột. Nhân số lựa chọn phần tử với số lựa chọn dấu sẽ ra 48. Sau đó thay 1 bằng a, i bằng b, j bằng c, và k bằng d rồi bỏ các hàng đầu và cột đầu sẽ ra biểu diễn ma trận của a + b i + c j + d k .

## Định lý bốn số chính phương của Lagrange
Quaternion cũng được dùng trong một trong trong các bài chứng minh cho định lý bốn số chính phương của Lagrange trong lý thuyết số, định lý này phát biểu rằng mọi số nguyên không âm là tổng của bốn số chính phương. Bên cạnh việc định lý này rất là gọn, định lý còn có ứng dụng hữu ích trong các nhánh toán học ngoài lý thuyết số, chẳng hạn như trong lý thuyết thiết kế tổ hợp. Bài chứng minh dựa trên quaternion sử dụng các quaternion Hurwitz, các quaternion này là vành con của vành các quaternion có chứa thuật toán với thuật toán Euclid.

## Quaternion  là cặp số phức
Quaternion có thể biểu diễn bằng cặp hai số phức. Từ góc nhìn này, các quaternion là kết quả của việc áp dụng xây dựng Cayley–Dickson đến số phức. Đây là dạng tổng quát của xây dựng số phức từ cặp hai số thực.
Gọi {\displaystyle \mathbb {C} ^{2}} là không gian vectơ hai chiều trên số phức. Chọn cơ sở bao gồm hai phần tử  1 và j. Một vectơ trong {\displaystyle \mathbb {C} ^{2}} có thể viết thành tổ hợp của các phần tử cơ sở 1 và j như sau
{\displaystyle (a+bi)1+(c+di)\mathbf {j} \,.}
Nếu ta định nghĩa j2 = −1 và i j = −j i, thì ta có thể định nghĩa phép nhân vectơ sử dụng luật phân phối. Sử dụng k làm ký hiệu viết tắt cho tích i j dẫn tới cùng luật cho phép nhân của quaternion. Do đó, vectơ trên của các số phức tương ứng với quaternion a + b i + c j + d k. Nếu ta viết phần tử của {\displaystyle \mathbb {C} ^{2}} là cặp được sắp và các quaternion là bộ bốn, thì tương ứng giữa chúng
{\displaystyle (a+bi,\ c+di)\leftrightarrow (a,b,c,d).}

## Căn bậc hai

### Căn bậc hai của −1
Trong số phức, {\displaystyle \mathbb {C} ,} có đúng hai số, i và −i, cho ra −1 khi bình phương lên. Trong {\displaystyle \mathbb {H} }, có vô hạn giá trị cho căn bậc hai của -1: nghiệm quaternion cho căn bậc hai của −1 là mặt cầu đơn vị trong {\displaystyle \mathbb {R} ^{3}.}Để hiểu rõ, gọi q = a + b i + c j + d k  là quaternion và là căn bậc hai của −1. Khi đó, xét a, b, c, và d, ta được
{\displaystyle {\begin{aligned}a^{2}-b^{2}-c^{2}-d^{2}&=-1,{\vphantom {x^{|}}}\\[3mu]2ab&=0,\\[3mu]2ac&=0,\\[3mu]2ad&=0.\end{aligned}}}
Để thoả mãn ba phương trình cuối, hoặc a = 0 hoặc b, c, và d đều bằng 0. Lựa chọn sau bất khả thi bởi a là số thực và nếu chọn như thế thì sẽ suy ra a2 = −1. Do đó, a = 0 và b2 + c2 + d2 = 1. Nói cách khác: quaternion có bình phương bằng −1 khi và chỉ khi nó là quaternion vectơ với chuẩn 1. Theo định nghĩa, mọi vectơ như thế lập thành mặt cầu đơn vị.
Chỉ có số quaternion thực và âm mới có vô hạn số căn bậc hai. Những giá trị còn lại chỉ có hai (hoặc một trong trường hợp của 0).

#### Khi là hợp của các mặt phẳng phức
Mỗi cặp đối cực của căn bậc hai của −1 tạo một bản sao phân biệt của số phức trong các quaternion. Nếu q2 = −1, thì bản sao là ảnh của hàm số
{\displaystyle a+bi\mapsto a+bq\,.}
Đây là đơn cấu vành từ {\displaystyle \mathbb {C} } đến {\displaystyle \mathbb {H} ,} định nghĩa đẳng cấu trường từ {\displaystyle \mathbb {C} } đến ảnh của nó. Ảnh của phép nhúng tương ứng với q và −q bằng nhau.
Mọi quaternion không thực sinh đại số con của các quaternion mà đẳng cấu với {\displaystyle \mathbb {C} ,} và do đó là không gian con phẳng của {\displaystyle \mathbb {H} \colon } viết q thành tổng của phần vô hướng và phần vectơ:
{\displaystyle q=q_{s}+{\vec {q}}_{v}.}
Phân tích phần vectơ thành tích của chuẩn của nó với versor:
{\displaystyle q=q_{s}+\lVert {\vec {q}}_{v}\rVert \cdot \mathbf {U} {\vec {q}}_{v}=q_{s}+\|{\vec {q}}_{v}\|\,{\frac {{\vec {q}}_{v}}{\|{\vec {q}}_{v}\|}}.}
(Cái này khác với {\displaystyle q_{s}+\lVert q\rVert \cdot \mathbf {U} q}.) Versor của phần vectơ q, {\displaystyle \mathbf {U} {\vec {q}}_{v}}, là versor phải với –1 là bình phương của nó. Dễ kiểm chứng rằng
{\displaystyle a+bi\mapsto a+b\mathbf {U} {\vec {q}}_{v}}
định nghĩa đồng cấu đại số có tính đơn ánh của các đại số định chuẩn từ {\displaystyle \mathbb {C} } đến các quaternion. Dưới đồng cấu này, q là ảnh của số phức {\displaystyle q_{s}+\lVert {\vec {q}}_{v}\rVert i}.
Bởi {\displaystyle \mathbb {H} } là hợp của tất cả các ảnh của đồng cấu, ta có thể xem các quaternion là chùm các mặt phẳng giao nhau trên đường số thực. Mỗi mặt phẳng phức này chỉ chứa cặp hai điểm đối cực của mặt cầu của căn bậc hai của -1.

#### Vành con giao hoán
Mối quan hệ của các quaternion với nhau trong mặt phẳng phức của {\displaystyle \mathbb {H} } có thể xác định và biểu diễn bằng các vành con giao hoán. Cụ thể, bởi hai quaternion p và q giao hoán (tức p q = q p) chỉ khi chúng nằm trong cùng mặt phẳng phức của {\displaystyle \mathbb {H} }, ý tưởng {\displaystyle \mathbb {H} } là hợp của các mặt phức nảy sinh khi ta muốn tìm tất cả vành con giao hoán của vành quaternion.

### Căn bậc hai của quaternion tuỳ ý
Bất kỳ quaternion {\displaystyle \mathbf {q} =(r,\,{\vec {v}})} (biểu diễn dưới dạng cặp vô hướng và vectơ) có ít nhất một căn bậc hai {\displaystyle {\sqrt {\mathbf {q} }}=(x,\,{\vec {y}})} giải phương trình {\displaystyle {\sqrt {\mathbf {q} }}^{2}=(x,\,{\vec {y}})^{2}=\mathbf {q} }. Nhìn riêng biệt vào phần vô hướng và vectơ trong phương trình sẽ ra hai phương trình, sau khi giải chúng sẽ ra nghiệm
{\displaystyle {\sqrt {\mathbf {q} }}={\sqrt {(r,\,{\vec {v}}\,)}}=\pm \left({\sqrt {\frac {\|\mathbf {q} \|+r}{2}}},\ {\frac {\vec {v}}{\|{\vec {v}}\|}}{\sqrt {\frac {\|\mathbf {q} \|-r}{2}}}\right),}
trong đó {\textstyle \|{\vec {v}}\|={\sqrt {{\vec {v}}\cdot {\vec {v}}}}={\sqrt {-{\vec {v}}^{2}}}} là chuẩn của {\displaystyle {\vec {v}}} và {\textstyle \|\mathbf {q} \|={\sqrt {\mathbf {q} ^{*}\mathbf {q} }}=r^{2}+\|{\vec {v}}\|^{2}} là chuẩn của {\displaystyle \mathbf {q} }. Đối với quaternion vô hướng {\displaystyle \mathbf {q} }, phương trình này cho đúng giá trị căn bậc hai nếu {\textstyle {\frac {\vec {v}}{\|{\vec {v}}\|}}} được coi là vectơ đơn vị tuỳ ý.
Do đó, các quaternion không vô hướng và khác không hoặc các quaternion dương có chính xác hai căn bậc hai, trong khi 0 chỉ có một (0), còn quaternion vô hướng và âm thì có vô số căn bậc hai, và là các quaternion vectơ nằm trên {\displaystyle \{0\}\times S^{2}({\sqrt {-r}})},tức phần vô hướng bằng 0 còn phần vectơ thì nằm trên 2-cầu có bán kinh {\displaystyle {\sqrt {-r}}}.

## Hàm với biến quaternion

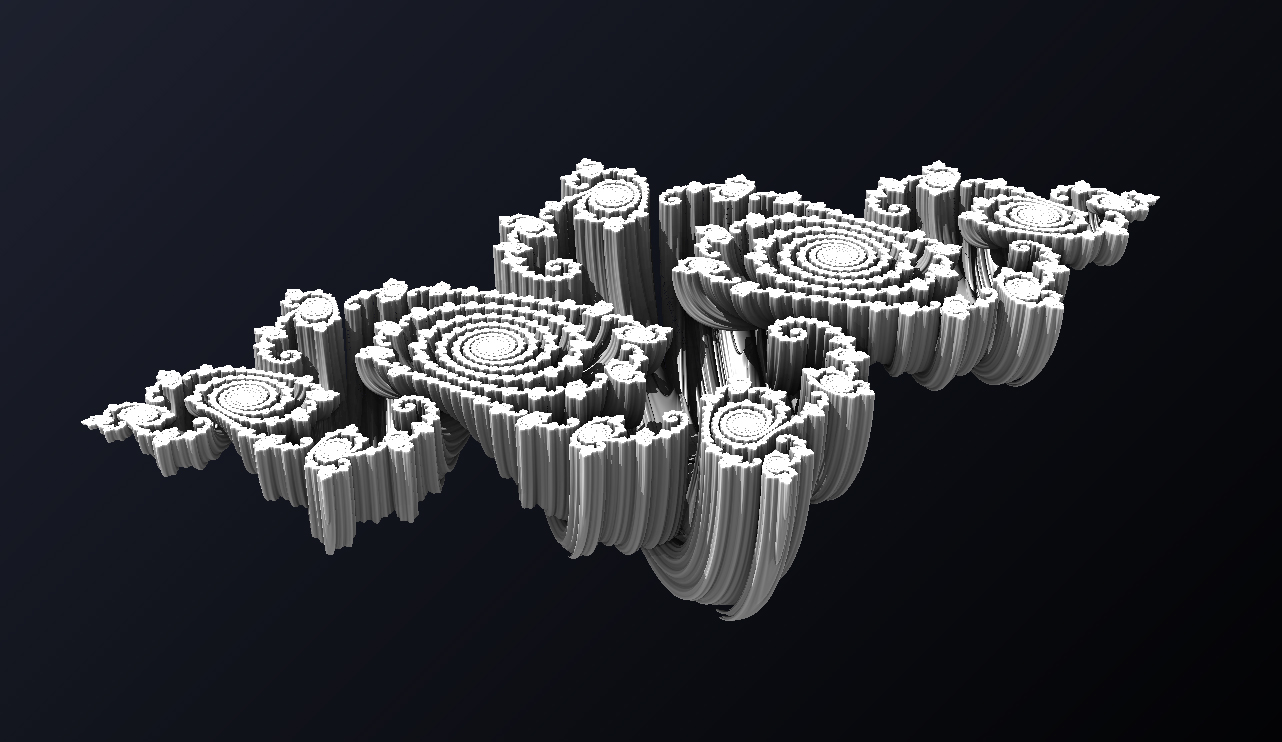
Các tập Julia và tập Mandelbrot có thể mở rộng sang các quaternion, nhưng chúng phải dùng mặt cắt để có thể hình dung trong không gian 3 chiều. Tập Julia này được cắt bởi mặt phẳng x y.

Giống hàm số với biến phức, các hàm với biến quaternion gợi ý đến mô hình vật lý hữu dụng. Chẳng hạn, mô tả gốc của Maxwell về từ trường và điện trường sử dụng hàm biến quaternion. Các ví dụ khác bao gồm mở rộng  tập Mandelbrot và tập Julia sang không gian bốn chiều.

### Hàm mũ, hàm lôgarit và hàm luỹ thừa
Cho quaternion,
{\displaystyle q=a+b\mathbf {i} +c\mathbf {j} +d\mathbf {k} =a+\mathbf {v} ,}
hàm mũ được tính như sau
{\displaystyle \exp(q)=\sum _{n=0}^{\infty }{\frac {q^{n}}{n!}}=e^{a}\left(\cos \|\mathbf {v} \|+{\frac {\mathbf {v} }{\|\mathbf {v} \|}}\sin \|\mathbf {v} \|\right),}
còn hàm lôgarit là
{\displaystyle \ln(q)=\ln \|q\|+{\frac {\mathbf {v} }{\|\mathbf {v} \|}}\arccos {\frac {a}{\|q\|}}.}
Từ đây, ta có thể viết dạng cực (dạng lượng giác) của quaternion
{\displaystyle q=\|q\|e^{{\hat {n}}\varphi }=\|q\|\left(\cos(\varphi )+{\hat {n}}\sin(\varphi )\right),}
trong đó góc đến từ
{\displaystyle a=\|q\|\cos(\varphi )}
còn vectơ đơn vị {\displaystyle {\hat {n}}} định nghĩa bởi:
{\displaystyle \mathbf {v} ={\hat {n}}\|\mathbf {v} \|={\hat {n}}\|q\|\sin(\varphi )\,.}
Bất kỳ quaternion đơn vị có thể biểu diễn dưới dạng cực như sau:
{\displaystyle q=\exp {({\hat {n}}\varphi )}.}
Luỹ thừa của quaternion với bậc x thực tuy ý là:
{\displaystyle q^{x}=\|q\|^{x}e^{{\hat {n}}x\varphi }=\|q\|^{x}\left(\cos(x\varphi )+{\hat {n}}\,\sin(x\varphi )\right)~.}

### Chuẩn trắc địa
Khoảng cách trắc địa dg(p, q) giữa quaternion đơn vị p và q được định nghĩa là:
{\displaystyle d_{\text{g}}(p,q)=\lVert \ln(p^{-1}q)\rVert .}
và tương ứng với giá trị tuyệt đối của một nửa góc đối diện bởi  p và q trên cung lớn của mặt S3-cầu.
Góc này cũng có thể tính từ tích vô hướng của quaternion mà không sử dụng lôgarit:
{\displaystyle \arccos(2(p\cdot q)^{2}-1).}

## Nhóm quay ba chiều và nhóm quay bốn chiều
Từ "liên hợp", ngoài nghĩa ở trên còn có nghĩa là biến đổi phần tử a thành r a r−1 trong r là quaternion khác không nào đó. Tất cả phần tử liên hợp với một phần tử cho trước (theo nghĩa của "liên hợp" trong đây) có cùng phần thực và cùng giá trị chuẩn của phần vectơ. (Do đó liên hợp ở trên là một trong họ các phần tử "liên hợp" dưới đây.) 
Do vậy, nhóm nhân tính của quaternion khác không tác động bằng liên hợp lên bản sao của {\displaystyle \mathbb {R} ^{3}} bao gồm các quaternion có phần thực bằng không. Liên hợp bởi quaternion đơn vị (quaternion có chuẩn 1) với phần thực cos(φ) là phép quay với góc 2φ, trục quay là hướng của phần vectơ. Các ưu điểm của phép quay bằng quaternion này là:
- Tránh khoá gimbal (gimbal lock), một vấn đề với các hệ thống như góc Euler.
- Nhanh hơn và gọn hơn khi tính với ma trận.
- Biểu diễn không kỳ dị (so sánh với góc Euler chẳng hạn).
- Cặp quaternion đơn vị có thể biểu diễn phép quay trong không gian bốn chiều (xem Quay trong không gian Euclid 4 chiều).

Tập các quaternion đơn vị (versor) lập thành 3-cầu S3 và nhóm (nhóm Lie) dưới phép nhân, phủ hai lần nhóm  {\displaystyle {\text{SO}}(3,\mathbb {R} )} của các ma trận trực giao thực 3×3 với định thức 1 bởi hai quaternion đơn vị tương ứng với phép quay dưới tương ứng trên. Xem mẹo đĩa.
Ảnh của nhóm con các versor  là nhóm điểm, và ngược lại, tạo ảnh của nhóm điểm là nhóm con các versor. Tạo ảnh của nhóm điểm hữu hạn được gọi cùng tên nhưng thêm hậu tố nhị phân. Lấy ví dụ, tạo ảnh của nhóm icosahedral là nhóm icosahedral nhị phân.
Nhóm các versor đẳng cấu với SU(2), nhóm các ma trận unita 2×2  có định thức 1.
Gọi A là tập các quaternion dưới dạng a + b i + c j + d k  trong đó a, b, c, và d hoặc đều là số nguyên hoặc đều là số bán nguyên. Tập A này là vành (thậm chí còn là miền) và là lưới, được gọi là vành các quaternion Hurwitz . Có 24 quaternion đơn vị này và chúng đều là đỉnh của 24-cell đều (hình 24 đỉnh trong không gian 4 chiều) với dấu Schläfli {3,4,3}. 

## Đại số quaternion
Các quaternion có tổng quát hơn nữa thành đại số gọi là đại số quaternion. Gọi F là bất kỳ có đặc trưng khác 2, và a và b là các phần tử của F; đại số kết hợp, unita và bốn chiều có thể định nghĩa trên F với cơ sở  1, i, j, và i j, trong đó i2 = a, j2 = b và i j = −j i (nên (i j)2 = −a b).
Đại số quaternion đẳng cấu với đại số các ma trận 2×2 trên F .

## Quaternion là phần chẵn củaCl3,0(R)
Tính hữu dụng của quaternion cho tính toán hình học có thể tổng quát cho các chiều khác bằng việc xác định quaternion là phần chẵn {\displaystyle \operatorname {Cl} _{3,0}^{+}(\mathbb {R} )} của đại số Clifford {\displaystyle \operatorname {Cl} _{3,0}(\mathbb {R} ).} Đây là đại số đa vectơ kết hợp được xây từ các phần tử cơ sở nền tảng σ1, σ2, σ3 sử dụng quy tắc tính tích sau
{\displaystyle \sigma _{1}^{2}=\sigma _{2}^{2}=\sigma _{3}^{2}=1,}
{\displaystyle \sigma _{i}\sigma _{j}=-\sigma _{j}\sigma _{i}\qquad (j\neq i).}
Nếu các phần tử cơ sở này được dùng để biểu diễn vectơ trong không gian 3D, thì ta có thể nhận ra rằng phản xạ của vectơ r trong mặt phẳng vuông góc với vectơ đơn vị w có thể viết thành:
{\displaystyle r^{\prime }=-w\,r\,w.}
Hai phản xạ sẽ tạo phép quay bởi góc gấp đối góc giữa hai mặt phẳng phản xạ, do đó
{\displaystyle r^{\prime \prime }=\sigma _{2}\sigma _{1}\,r\,\sigma _{1}\sigma _{2}}
tương ứng với quay 180° trong mặt phẳng chứa σ1 và σ2.  Điều này rất tương tự với công thức quaternion tương ứng,
{\displaystyle r^{\prime \prime }=-\mathbf {k} \,r\,\mathbf {k} .}
Thật vậy, hai cấu trúc {\displaystyle \operatorname {Cl} _{3,0}^{+}(\mathbb {R} )} và {\displaystyle \mathbb {H} } đẳng cấu với nhau. Một ánh xạ dễ tìm đó là
{\displaystyle 1\mapsto 1\,,\quad \mathbf {k} \mapsto \sigma _{2}\sigma _{1}\,,\quad \mathbf {i} \mapsto \sigma _{3}\sigma _{2}\,,\quad \mathbf {j} \mapsto \sigma _{1}\sigma _{3}\,,}
và dễ kiểm chứng lại nó bảo toàn các quan hệ của Hamilton
{\displaystyle \mathbf {i} ^{2}=\mathbf {j} ^{2}=\mathbf {k} ^{2}=\mathbf {i\,j\,k} =-1~.}

## Trích dẫn
I regard it as an inelegance, or imperfection, in quaternions, or rather in the state to which it has been hitherto unfolded, whenever it becomes or seems to become necessary to have recourse to x, y, z, etc.— William Rowan Hamilton (circa 1848)

Time is said to have only one dimension, and space to have three dimensions. ... The mathematical quaternion partakes of both these elements; in technical language it may be said to be "time plus space", or "space plus time": and in this sense it has, or at least involves a reference to, four dimensions. ... And how the One of Time, of Space the Three, Might in the Chain of Symbols girdled be.— William Rowan Hamilton (circa 1853)

Quaternions came from Hamilton after his really good work had been done; and, though beautifully ingenious, have been an unmixed evil to those who have touched them in any way, including Clerk Maxwell.— W. Thompson, Lord Kelvin (1892)

There was a time, indeed, when I, although recognizing the appropriateness of vector analysis in electromagnetic theory (and in mathematical physics generally), did think it was harder to understand and to work than the Cartesian analysis. But that was before I had thrown off the quaternionic old-man-of-the-sea who fastened himself about my shoulders when reading the only accessible treatise on the subject – Prof. Tait's Quaternions. But I came later to see that, so far as the vector analysis I required was concerned, the quaternion was not only not required, but was a positive evil of no inconsiderable magnitude; and that by its avoidance the establishment of vector analysis was made quite simple and its working also simplified, and that it could be conveniently harmonised with ordinary Cartesian work. There is not a ghost of a quaternion in any of my papers (except in one, for a special purpose). The vector analysis I use may be described either as a convenient and systematic abbreviation of Cartesian analysis; or else, as Quaternions without the quaternions, .... "Quaternion" was, I think, defined by an American schoolgirl to be "an ancient religious ceremony". This was, however, a complete mistake. The ancients – unlike Prof. Tait – knew not, and did not worship Quaternions.— Oliver Heaviside (1893)

Neither matrices nor quaternions and ordinary vectors were banished from these ten [additional] chapters. For, in spite of the uncontested power of the modern Tensor Calculus, those older mathematical languages continue, in my opinion, to offer conspicuous advantages in the restricted field of special relativity. Moreover, in science as well as in everyday life, the mastery of more than one language is also precious, as it broadens our views, is conducive to criticism with regard to, and guards against hypostasy [weak-foundation] of, the matter expressed by words or mathematical symbols.— Ludwik Silberstein (1924)

... quaternions appear to exude an air of nineteenth century decay, as a rather unsuccessful species in the struggle-for-life of mathematical ideas. Mathematicians, admittedly, still keep a warm place in their hearts for the remarkable algebraic properties of quaternions but, alas, such enthusiasm means little to the harder-headed physical scientist.— Simon L. Altmann (1986)

### Sách và xuất bản
- Hamilton, William Rowan (1844). "On quaternions, or on a new system of imaginaries in algebra". Philosophical Magazine. Quyển 25 số 3. tr. 489–495. doi:10.1080/14786444408645047.
- Hamilton, William Rowan (1853), "Lectures on Quaternions". Royal Irish Academy.
- Hamilton (1866) Elements of Quaternions University of Dublin Press. Edited by William Edwin Hamilton, son of the deceased author.
- Hamilton (1899) Elements of Quaternions volume I, (1901) volume II. Edited by Charles Jasper Joly; published by Longmans, Green & Co.
- Tait, Peter Guthrie (1873), "An elementary treatise on quaternions". 2d ed., Cambridge, [Eng.] : The University Press.
- Maxwell, James Clerk (1873), "A Treatise on Electricity and Magnetism". Clarendon Press, Oxford.
- Tait, Peter Guthrie (1886), ""Archived copy". Bản gốc lưu trữ ngày 8 tháng 8 năm 2014. Truy cập ngày 26 tháng 6 năm 2005.{{Chú thích web}}:  Quản lý CS1: bản lưu trữ là tiêu đề (liên kết)". M.A. Sec. R.S.E. Encyclopædia Britannica, Ninth Edition, 1886, Vol. XX, pp. 160–164. (bzipped PostScript file)
- Joly, Charles Jasper (1905). A manual of quaternions. Macmillan. LCCN 05036137.
- Macfarlane, Alexander (1906). Vector analysis and quaternions (ấn bản thứ 4). Wiley. LCCN 16000048.
- Chisholm, Hugh, biên tập (1911). "Algebra" . Encyclopædia Britannica (ấn bản thứ 11). Cambridge University Press. (See section on quaternions.)
- Finkelstein, David; Jauch, Josef M.; Schiminovich, Samuel; Speiser, David (1962). "Foundations of quaternion quantum mechanics". J. Math. Phys. Quyển 3 số 2. tr. 207–220. Bibcode:1962JMP.....3..207F. doi:10.1063/1.1703794. S2CID 121453456.
- Du Val, Patrick (1964). Homographies, quaternions, and rotations. Oxford mathematical monographs. Clarendon Press. LCCN 64056979.
- Michael J. Crowe (1967), A History of Vector Analysis: The Evolution of the Idea of a Vectorial System, University of Notre Dame Press. Surveys the major and minor vector systems of the 19th century (Hamilton, Möbius, Bellavitis, Clifford, Grassmann, Tait, Peirce, Maxwell, Macfarlane, MacAuley, Gibbs, Heaviside).
- Altmann, Simon L. (1989). "Hamilton, Rodrigues, and the Quaternion Scandal". Mathematics Magazine. Quyển 62 số 5. tr. 291–308. doi:10.1080/0025570X.1989.11977459.
- Pujol, Jose (2014). "On Hamilton's Nearly-Forgotten Early Work on the Relation between Rotations and Quaternions and on the Composition of Rotations". The American Mathematical Monthly. Quyển 121 số 6. tr. 515–522. doi:10.4169/amer.math.monthly.121.06.515. S2CID 1543951.
- Adler, Stephen L. (1995). Quaternionic quantum mechanics and quantum fields. International series of monographs on physics. Quyển 88. Oxford University Press. ISBN 0-19-506643-X. LCCN 94006306.
- Ward, J.P. (1997). Quaternions and Cayley Numbers: Algebra and Applications. Kluwer Academic. ISBN 0-7923-4513-4.
- Kantor, I.L.; Solodnikov, A.S. (1989). Hypercomplex numbers, an elementary introduction to algebras. Springer-Verlag. ISBN 0-387-96980-2.
- Gürlebeck, Klaus; Sprössig, Wolfgang (1997). Quaternionic and Clifford calculus for physicists and engineers. Mathematical methods in practice. Quyển 1. Wiley. ISBN 0-471-96200-7. LCCN 98169958.
- Kuipers, Jack (2002). Quaternions and Rotation Sequences: A Primer With Applications to Orbits, Aerospace, and Virtual Reality. Princeton University Press. ISBN 0-691-10298-8.
- Conway, John Horton; Smith, Derek A. (2003). On Quaternions and Octonions: Their Geometry, Arithmetic, and Symmetry. A.K. Peters. ISBN 1-56881-134-9. (review).
- Jack, P.M. (2003). "Physical space as a quaternion structure, I: Maxwell equations. A brief Note". arXiv:math-ph/0307038.
- Kravchenko, Vladislav (2003). Applied Quaternionic Analysis. Heldermann Verlag. ISBN 3-88538-228-8.
- Hazewinkel, Michiel; Gubareni, Nadiya; Kirichenko, Vladimir V. (2004). Algebras, rings and modules. Quyển 1. Springer. ISBN 1-4020-2690-0.
- Hanson, Andrew J. (2006). Visualizing Quaternions. Elsevier. ISBN 0-12-088400-3. Bản gốc lưu trữ ngày 27 tháng 12 năm 2007. Truy cập ngày 13 tháng 3 năm 2024.
- Binz, Ernst; Pods, Sonja (2008). "1. The Skew Field of Quaternions". Geometry of Heisenberg Groups. American Mathematical Society. ISBN 978-0-8218-4495-3.
- Doran, Chris J.L.; Lasenby, Anthony N. (2003). Geometric Algebra for Physicists. Cambridge University Press. ISBN 978-0-521-48022-2.
- Vince, John A. (2008). Geometric Algebra for Computer Graphics. Springer. ISBN 978-1-84628-996-5.
- For molecules that can be regarded as classical rigid bodies molecular dynamics computer simulation employs quaternions.  They were first introduced for this purpose by Evans, D.J. (1977). "On the Representation of Orientation Space". Mol. Phys. Quyển 34 số 2. tr. 317–325. Bibcode:1977MolPh..34..317E. doi:10.1080/00268977700101751.
- Zhang, Fuzhen (1997). "Quaternions and Matrices of Quaternions". Linear Algebra and Its Applications. Quyển 251. tr. 21–57. doi:10.1016/0024-3795(95)00543-9.
- Ron Goldman (2010). Rethinking Quaternions: Theory and Computation. Morgan & Claypool. ISBN 978-1-60845-420-4.
- Eves, Howard (1976), An Introduction to the History of Mathematics (ấn bản thứ 4), New York: Holt, Rinehart and Winston, ISBN 0-03-089539-1
- Voight, John (2021). Quaternion Algebras. Graduate Texts in Mathematics. Quyển 288. Springer. doi:10.1007/978-3-030-56694-4. ISBN 978-3-030-57467-3.

### Liên kết và chuyên khảo
- "Quaternion Notices". Notices and materials related to Quaternion conference presentations
- Hazewinkel, Michiel, biên tập (2001), "Quaternion", Bách khoa toàn thư Toán học, Springer, ISBN 978-1-55608-010-4
- "Frequently Asked Questions". Matrix and Quaternion. 1.21.
- Sweetser, Doug. "Doing Physics with Quaternions".
- Quaternions for Computer Graphics and Mechanics (Gernot Hoffman)
- Gsponer, Andre; Hurni, Jean-Pierre (2002). "The Physical Heritage of Sir W. R. Hamilton". arXiv:math-ph/0201058.
- Wilkins, D.R. "Hamilton's Research on Quaternions".
- Grossman, David J. "Quaternion Julia Fractals". 3D Raytraced Quaternion Julia Fractals
- "Quaternion Math and Conversions". Great page explaining basic math with links to straight forward rotation conversion formulae.
- Mathews, John H. "Bibliography for Quaternions". Bản gốc lưu trữ ngày 2 tháng 9 năm 2006.
- "Quaternion powers". GameDev.net.
- Hanson, Andrew. "Visualizing Quaternions home page". Bản gốc lưu trữ ngày 5 tháng 11 năm 2006.
- Karney, Charles F.F. (tháng 1 năm 2007). "Quaternions in molecular modeling". J. Mol. Graph. Mod. Quyển 25 số 5. tr. 595–604. arXiv:physics/0506177. doi:10.1016/j.jmgm.2006.04.002. PMID 16777449. S2CID 6690718.
- Mebius, Johan E. (2005). "A matrix-based proof of the quaternion representation theorem for four-dimensional rotations". arXiv:math/0501249.
- Mebius, Johan E. (2007). "Derivation of the Euler–Rodrigues formula for three-dimensional rotations from the general formula for four-dimensional rotations". arXiv:math/0701759.
- "Hamilton Walk". Department of Mathematics, NUI Maynooth.
- "Using Quaternions to represent rotation". OpenGL:Tutorials. Bản gốc lưu trữ ngày 15 tháng 12 năm 2007.
- David Erickson, Defence Research and Development Canada (DRDC), Complete derivation of rotation matrix from unitary quaternion representation in DRDC TR 2005-228 paper.
- Martinez, Alberto. "Negative Math, How Mathematical Rules Can Be Positively Bent". Department of History, University of Texas. Bản gốc lưu trữ ngày 24 tháng 9 năm 2011.
- Stahlke, D. "Quaternions in Classical Mechanics" (PDF).
- Morier-Genoud, Sophie; Ovsienko, Valentin (2008). "Well, Papa, can you multiply triplets?". arXiv:0810.5562 [math.AC]. describes how the quaternions can be made into a skew-commutative algebra graded by Z/2 × Z/2 × Z/2.
- Joyce, Helen (tháng 11 năm 2004). "Curious Quaternions". hosted by John Baez.
- Ibanez, Luis. "Tutorial on Quaternions. Part I" (PDF). Bản gốc (PDF) lưu trữ ngày 4 tháng 2 năm 2012. Truy cập ngày 5 tháng 12 năm 2011. Part II (PDF; using Hamilton's terminology, which differs from the modern usage)
- Ghiloni, R.; Moretti, V.; Perotti, A. (2013). "Continuous slice functional calculus in quaternionic Hilbert spaces". Rev. Math. Phys. Quyển 25 số 4. tr. 1350006–126. arXiv:1207.0666. Bibcode:2013RvMaP..2550006G. doi:10.1142/S0129055X13500062. S2CID 119651315.
Ghiloni, R.; Moretti, V.; Perotti, A. (2017). "Spectral representations of normal operators via Intertwining Quaternionic Projection Valued Measures". Rev. Math. Phys. Quyển 29. tr. 1750034. arXiv:1602.02661. doi:10.1142/S0129055X17500349. S2CID 124709652. two expository papers about continuous functional calculus and spectral theory in quanternionic Hilbert spaces useful in rigorous quaternionic quantum mechanics.
- Quaternions the Android app shows the quaternion corresponding to the orientation of the device.
- Rotating Objects Using Quaternions article speaking to the use of Quaternions for rotation in video games/computer graphics.